# جامع حسين باشا
جامع حسين باشا من مساجد بغداد القديمة، ومن معالم بغداد الأثرية التي أندثرت، ويقع في حي الجمهورية بين الأزقة القديمة في محلة الحيدرخانة في الشارع المتصل بجامع الحيدرخانة من الجهة الشرقية، والذي يتصل بشارع الرشيد حالياً، وقد جدد عمارتهِ حسين باشا السلاحدار والي بغداد عام 1085هـ/ 1673م ، ولقد تسمى بأسمه وشيد فيه مدرسة علمية تدرس فيها العلوم العقلية والنقلية، بالإضافة لعلوم القرآن والحديث النبوي، وعين مقدار الطلبة الدارسين فيها كل عام، وفي هذا الجامع يوجد مدفن لعدة قبور دفنوا فيها في فترة من فترات العراق الماضية نتيجة الطوفان أو أنتشار الطاعون فدفنوا في ساحة الجامع، أحدهم مدفن لإبراهيم الفضل، وهو غير إبراهيم الفضل الموجود قرب مرقد الشيخ عمر السهروردي، وايضاً توجد ثلاثة قبور من عائلة السادة الكيلانية تحديداً من عائلة الشيخ محمد البعاج الكيلاني الحسني الحموي، وقيل إن هذا الجامع كان مرقد الشيخ إبراهيم ثم أندثر بنيانه، وعمره وبناه عوض أغا الكتخدا، ولقد جدد بنيانه من قبل ديوان الأوقاف عام 1368هـ، وهو الآن متداعي الأركان، وتعلو الجامع منارة مئذنة ذات نقوش جميلة مطعمة بالكاشي الكربلائي، وكان يدرس في هذه المدرسة علماء أعلام وآخر من تصدر للتدريس فيها قبل أغلاقها هو الشيخ محمد القزلجي، ثم السيد توفيق أفندي الخياط، وكانت المدرسة تحتوي على مكتبة عامة تضم كمية كبيرة من المخطوطات العربية، والكتب المطبوعة ولقد ألحقت هذه المكتبة بالمكتبة التي تديرها مديرية الأوقاف العامة الواقعة بنايتها في باب المعظم في بغداد.

## مبنى الجامع
والجامع حالياً مهدم ولا اثر له سوى المنارة وبعض الجدران ووقعت قبة الحرم نتيجة الأهمال وعدم الصيانة، ولم يبق من مبنى الجامع سوى بعض الغرف التي كانت تابعة للمدرسة خلف المسجد وسكنها بعض طلبة العلم، وتم أختيار غرفة صغيرة على مرتفع من الارض كانت تستعمل مصلى صيفي لأجل أقامة الصلاة فيهِ وجعلوها بدل مصلى الحرم المهدم، وتصلى فيهِ الآن صلاة الظهر فقط، وكانت تصلى فيهِ الصلوات الخمسة سابقاً، ويبلغ عد المصلين أقل من 15 مصل تقريباً.